# PTGDS
PTGDS (англ. Prostaglandin D2 synthase) — білок, який кодується однойменним геном, розташованим у людей на короткому плечі 9-ї хромосоми. Довжина поліпептидного ланцюга білка становить 190 амінокислот, а молекулярна маса — 21 029.
| 10         |  | 20         |  | 30         |  | 40         |  | 50         |
| ---------- |  | ---------- |  | ---------- |  | ---------- |  | ---------- |
| MATHHTLWMG |  | LALLGVLGDL |  | QAAPEAQVSV |  | QPNFQQDKFL |  | GRWFSAGLAS |
| NSSWLREKKA |  | ALSMCKSVVA |  | PATDGGLNLT |  | STFLRKNQCE |  | TRTMLLQPAG |
| SLGSYSYRSP |  | HWGSTYSVSV |  | VETDYDQYAL |  | LYSQGSKGPG |  | EDFRMATLYS |
| RTQTPRAELK |  | EKFTAFCKAQ |  | GFTEDTIVFL |  | PQTDKCMTEQ |  |            |

A: Аланін

C: Цистеїн

D: Аспарагінова кислота

E: Глутамінова кислота

F: Фенілаланін

G: Гліцин

H: Гістидин

I: Ізолейцин

K: Лізин

L: Лейцин

M: Метіонін

N: Аспарагін

P: Пролін

Q: Глутамін

R: Аргінін

S: Серин

T: Треонін

V: Валін

W: Триптофан

Кодований геном білок за функцією належить до ізомераз.
Задіяний у таких біологічних процесах як метаболізм жирних кислот, метаболізм ліпідів, транспорт, біосинтез жирних кислот, біосинтез ліпідів, біосинтез простагландинів, метаболізм простагландинів.
Локалізований у цитоплазмі, ядрі, мембрані, ендоплазматичному ретикулумі, апараті Гольджі.
Також секретований назовні.